# Ducado de Saxe-Meiningen
O Ducado de Saxónia-Meiningen (em alemão:  Herzogtum Sachsen-Meiningen) foi um dos ducados saxões durante os séculos XVI, XVII e XVIII, cuja capital foi a cidade de Meiningen. O território ducal foi ampliado em 1825 com a incorporação de Saalfeld.
Foi fundado em 1681, pela repartição do ducado ernestino de Saxe-Gota entre os sete filhos do falecido duque Ernst der Fromme. A linhagem Saxe-Meiningen da Casa de Wettin durou até o fim do período monárquico alemão em 1918.